# Chris Brown
|  | Aquest article tracta sobre el músic estatunidenc. Si cerqueu l'atleta jamaicà, vegeu «Chris Brown (atleta)». |

Christopher Maurice "Chris" Brown (Tappahannock, Virgínia, 5 de maig de 1989) és un ballarí, cantant, actor i compositor de hip-hop, pop i rhythm and blues estatunidenc.
Va debutar l'any 2005 amb el seu primer àlbum homònim Chris Brown, i gràcies al single “Run It” va arribar a ser el primer cantant masculí en tenir el seu primer àlbum com a número 1. L'àlbum ha venut més de dos milions de copies als Estats Units i va ser certificat doble platí per la (RIAA) Associació de la indústria dels Estats Units. L'any 2007-2008 va debutar com a actor a Stomp the Yard juntament amb NE-YO, Meagan Good i Columbus Short

## Discografia
- 2005: Chris Brown
- 2007: Exclusive
- 2009: Graffiti
- 2011: F.A.M.E.
- 2012: Fortune
- 2014: X
- 2015: Fan of a Fan: The Album (amb Tyga)
- 2015: Royalty
- 2017: Heartbreak on a Full Moon
- 2019: Indigo
- 2022: Breezy

## Guardons
Premis
- 2012: Grammy al millor àlbum de R&B

Nominacions
- 2007: Grammy al millor nou artista
- 2013: Grammy al millor àlbum d'urbà contemporani
- 2015: Grammy al millor àlbum d'urbà contemporani